# Nanuque (gemeente)
Nanuque is een gemeente in de Braziliaanse deelstaat Minas Gerais. De gemeente telt 41.329 inwoners (schatting 2009).

## Geboren
- Neílton Meira Mestzk, "Neílton" (1994), voetballer